# Bò Shetland
Bò Shetland là một giống bò nhỏ, khỏe mạnh có nguồn gốc từ quần đảo Shetland của Scotland. Chúng được ghi nhận về việc được sử dụng trong khu vực đổ nát ở Shetland, nơi chúng là nguồn cung cấp thịt, sữa và phụ giúp công việc đồng áng: kéo cày. Mặc dù giảm sút nhanh chóng trong đời sống, những nỗ lực để bảo tồn giống bò này ở Vương quốc Anh chủ yếu được thực hiện bởi Hiệp hội giống gia súc Shetland.
Giống như hầu hết các giống có nguồn gốc từ Shetland, bò giống này có kích thước nhỏ hơn hầu hết các giống. Đặc điểm này là do khí hậu khắc nghiệt của môi trường tự nhiên của chúng. Chúng thường có màu đen và trắng nhưng có số lượng nhỏ hơn màu xám, đỏ và màu hoe vàng.

## Hiện tại
Các nỗ lực đang được tiến hành để khôi phục giống Shetland, đặc biệt là Hiệp hội giống gia súc Shetland, một nhóm các nhà lai tạo trong đất liền, những người cung cấp hỗ trợ cho các thành viên liên quan đến hồ sơ di truyền, kế hoạch nhân giống, chăn nuôi và vị trí của các nhà lai tạo Shetland. Hiệp hội cũng cung cấp dịch vụ quảng cáo cho các thành viên.
Thịt bò Shetland hiện đang được sử dụng trong việc cung cấp thịt bò tại các thị trường đặc sản và đặc biệt thích hợp với việc này. Những con bò giống này này thường được nuôi trên các trang trại quy mô nhỏ dựa vào thu nhập cao từ việc bán và chi phí bảo trì thấp cho thức ăn. Bò Shetland cũng vẫn được chăn nuôi bởi một số lượng rất nhỏ người tự cung tự cấp ở Shetland. Hiện tại có 800 con bò giống đã đăng ký và trung bình 180 con bê sinh ra mỗi năm.